# Quando porcos voarem

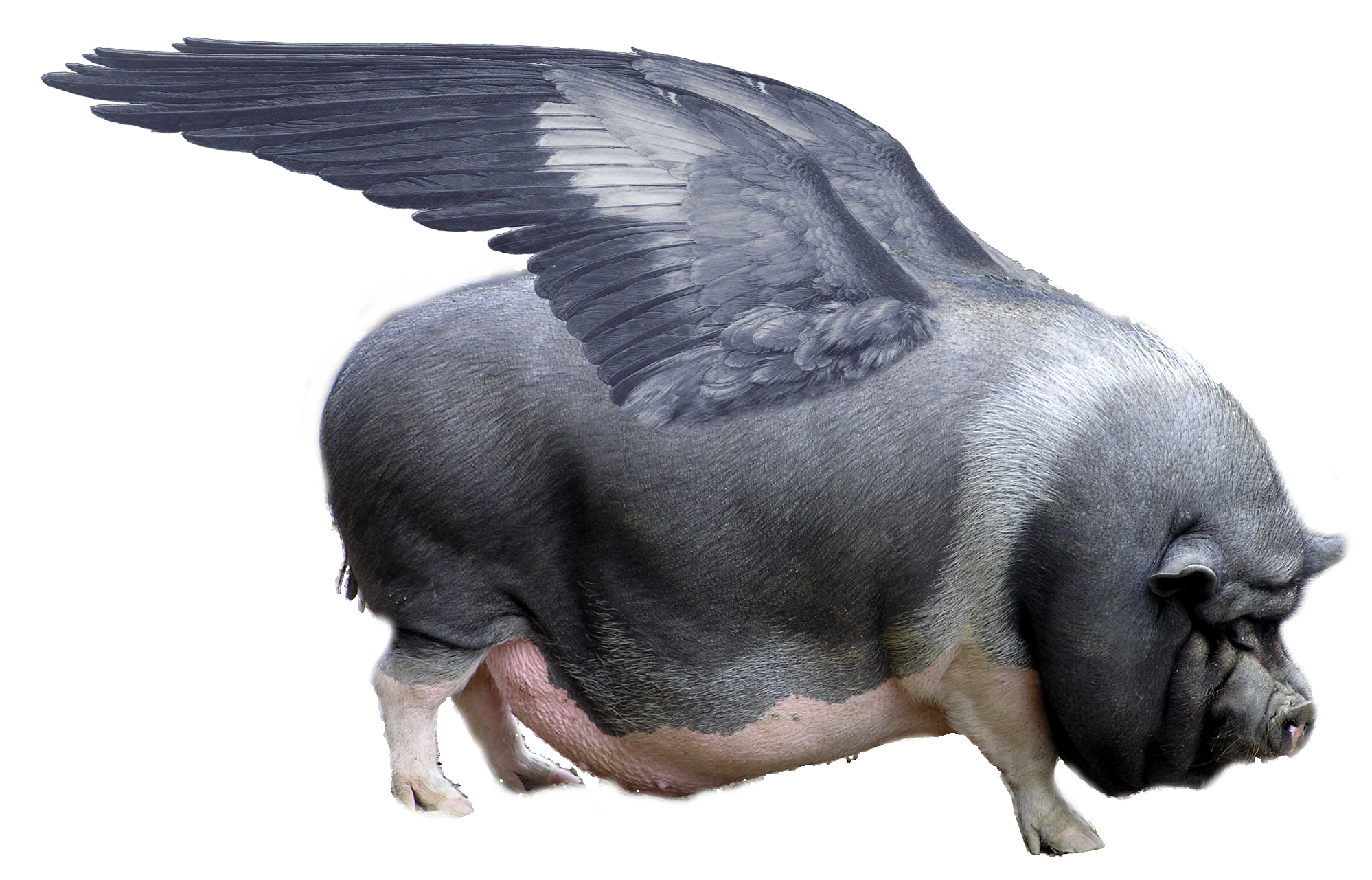
Uma fotografia adulterada mostrando um porco alado

A frase “ quando os porcos voam ” (alternativamente, “os porcos podem voar”) é um adynaton – uma figura de linguagem tão hiperbólica que descreve uma impossibilidade. A implicação de tal frase é que as circunstâncias em questão (o adinaton e as circunstâncias às quais o adinaton está sendo aplicado) nunca ocorrerão. A frase tem sido usada de várias formas desde 1600 como uma observação sarcástica.